# Apollodoro (scultore)
Apollodoro (in greco antico: Ἀπολλόδωρος?, Apollòdōros; Atene, IV secolo a.C. – Atene, IV secolo a.C.) è stato uno scultore greco antico.

## Biografia
Apollodoro fu uno scultore e modellatore ateniese in bronzo, attivo ad Atene nella prima metà del IV secolo a.C.; si mise in evidenza ai tempi dell'Olimpiade 114.
I documenti storici attestano che fosse un artista molto esigente nella sua volontà di perfezione, arrivando a spezzare e distruggere le proprie opere per scontentezza, il che gli valse il soprannome di "Stolto" o di "Insensato"; e per questo motivo lo scultore Silanion l'aveva raffigurato con tanto realismo, in uno dei suoi molti momenti di esagerato perfezionismo, che gli spettatori osservando l'opera ricevevano tutta l'espressività del suo sdegno e della sua collera personificati.
Apollodoro, secondo la descrizione di Plinio il Vecchio, si specializzò nei ritratti di filosofi;
gli è stato attribuito il Socrate conservato ai Musei Vaticani a Roma, in cui sono accentuati i caratteri silenici del filosofo; le altre attribuzioni risultano invece ancora ipotetiche.